# 75846 Jandorf
75846 Jandorf este o planetă minoră (asteroid) din centura de asteroizi. A fost descoperită pe 30 ianuarie 2000 la Catalina Station⁠(d) de Catalina Sky Survey. 
Obiectul prezintă o orbită caracterizată de o semiaxă mare de 2,8115757145806 UAi, o excentricitate de 0,073668550735748, o înclinație de 5,1237393591874 ° în raport cu ecliptica.